# ケネス・ノーランド
ケネス・ノーランド（Kenneth Noland、1924年4月10日 - 2010年1月5日）は、アメリカの抽象表現主義の画家。「カラーフィールド・ペインティング」と呼ばれた動向の代表作家の1人。

## 人物
ノースカロライナ州アシュビル生まれ。ブラック・マウンテン大学でアルバース、デ・クーニングらに学ぶ。1948〜49年にパリで ザッキンに師事。帰国後はモリス・ルイスに強い影響を受け、地塗りのしてないキャンバスに絵具をしみ込ませた絵画を制作するようになった。作品のほとんどは、 円、またはターゲット、シェブロン、ストライプ、形のキャンバスのいずれかに分類される。

## 影響
サルヴァトーレ・フェラガモは、ノーランドの作品にインスパイアを受け、ターゲット射撃をモチーフとしたシューズを発表している。